# اوخمن
اوخمن (به انگلیسی: Ochman) (زاده ۱۹ ژوئیهٔ ۱۹۹۹) خواننده، ترانه‌سرا لهستانی-آمریکایی است.
او نماینده لهستان در یوروویژن ۲۰۲۲ بود.